# Miniopterus paululus
Miniopterus paululus is een vleermuis uit het geslacht Miniopterus die voorkomt op Leyte, Negros en Guimaras (Filipijnen), Borneo en Selaru (Tanimbar-eilanden). Deze soort wordt meestal tot M. australis gerekend. De drie populaties vergenwoordigen aparte ondersoorten: M. p. paululus Hollister, 1913 in de Filipijnen, M. p. witkampi Sody, 1930 op Borneo en M. p. graysonae Kitchener, 2002 op Selaru. M. paululus is een vrij kleine Miniopterus-soort. Hij is iets kleiner dan M. australis en M. pusillus, maar groter dan M. shortridgei. De kop-romplengte bedraagt 37,0 tot 45,1 mm, de staartlengte 37,0 tot 45,1 mm, de oorlengte 9,6 tot 11,5 mm, de tibialengte 13,9 tot 15,6 mm en de voorarmlengte 34,2 tot 38,7 mm.